# Dipodillus bottai
Dipodillus bottai és una espècie de mamífer rosegador de la família dels múrids. És endèmic del Sudan. No es coneix gaire cosa sobre el seu hàbitat i la seva història natural, però se suposa que viu en zones àrides. Es desconeix si hi ha cap amenaça significativa per a la supervivència d'aquesta espècie.
L'espècie fou anomenada en honor de l'explorador i metge italofrancès Paolo Emilio Botta.